# Olton
Olton é uma cidade localizada no estado norte-americano de Texas, no Condado de Lamb.

## Demografia
Segundo o censo norte-americano de 2000, a sua população era de 2288 habitantes.
Em 2006, foi estimada uma população de 2238, um decréscimo de 50 (-2.2%).

## Geografia
De acordo com o United States Census Bureau tem uma área de
3,5 km², dos quais 3,5 km² cobertos por terra e 0,0 km² cobertos por água. Olton localiza-se a aproximadamente 1113 m acima do nível do mar.

## Localidades na vizinhança
O diagrama seguinte representa as localidades num raio de 32 km ao redor de Olton.